# Ángel Herrera
Ángel Herrera Vera (Guantánamo, 2 augustus 1957) is een Cubaans bokser. Hij werd olympisch kampioen in de vedergewichtklasse op de Olympische Spelen van 1976 en won 4 jaar later het goud in de lichtgewichtklasse op de Olympische Spelen van 1980. Ook won hij twee keer het wereldkampioenschap boksen.

## Erelijst

### Olympische Spelen
- 1976 in Montreal, Canada (–57 kg)
- 1980 in Moskou, Rusland (–60 kg)

### Wereldkampioenschappen
- 1978 in Belgrado, Servië (–57 kg)
- 1982 in München, West-Duitsland (–60 kg)

### Pan-Amerikaanse Spelen
- 1983 in Caracas, Venezuela (–60 kg)

1904: Oliver Kirk ·
1908: Richard Gunn ·
1920: Paul Fritsch ·
1924: Jackie Fields ·
1928: Bep van Klaveren ·
1932: Carmelo Robledo ·
1936: Oscar Casanovas ·
1948: Ernesto Formenti ·
1952: Ján Zachara ·
1956: Vladimir Safronov ·
1960: Francesco Musso ·
1964: Stanislav Stepasjkin ·
1968: Antonio Roldán ·
1972: Boris Koeznetsov ·
1976: Ángel Herrera ·
1980: Rudi Fink ·
1984: Meldrick Taylor ·
1988: Giovanni Parisi ·
1992: Andreas Tews ·
1996: Somluck Kamsing ·
2000: Bekzat Sattarchanov ·
2004: Aleksej Tisjtsjenko ·
2008: Vasyl Lomatsjenko ·
2020: Albert Batyrgaziejev ·
2024: Abdumalik Khalokov
1904: Harry Spanger ·
1908: Frederick Grace ·
1920: Samuel Mosberg ·
1924: Hans Jacob Nielsen ·
1928: Carlo Orlandi ·
1932: Lawrence Stevens ·
1936: Imre Harangi ·
1948: Gerald Dreyer ·
1952: Aureliano Bolognesi ·
1956: Richard McTaggart ·
1960: Kazimierz Paździor ·
1964: Józef Grudzień ·
1968: Ronald W. Harris ·
1972: Jan Szczepański ·
1976: Howard Davis Jr. ·
1980: Ángel Herrera ·
1984: Pernell Whitaker ·
1988: Andreas Zülow ·
1992: Oscar de la Hoya ·
1996: Hocine Soltani ·
2000: Mario Kindelán ·
2004: Mario Kindelán ·
2008: Aleksej Tisjtsjenko ·
2012: Vasyl Lomatsjenko ·
2016: Robson Conceição ·
2020: Andy Cruz ·
2024: Erislandy Álvarez